# 萩野通
萩野通（はぎのとおり）は、愛知県名古屋市北区にある地名。現行行政地名は萩野通1丁目及び萩野通2丁目。住居表示未実施。

## 地理
国道41号（空港線）を挟んで両側に位置する。

## 歴史

### 町名の由来
かつてこの地にあった萩野村に由来する。萩野自体の由来は米ヶ瀬に萩の名所があったことから。

### 沿革

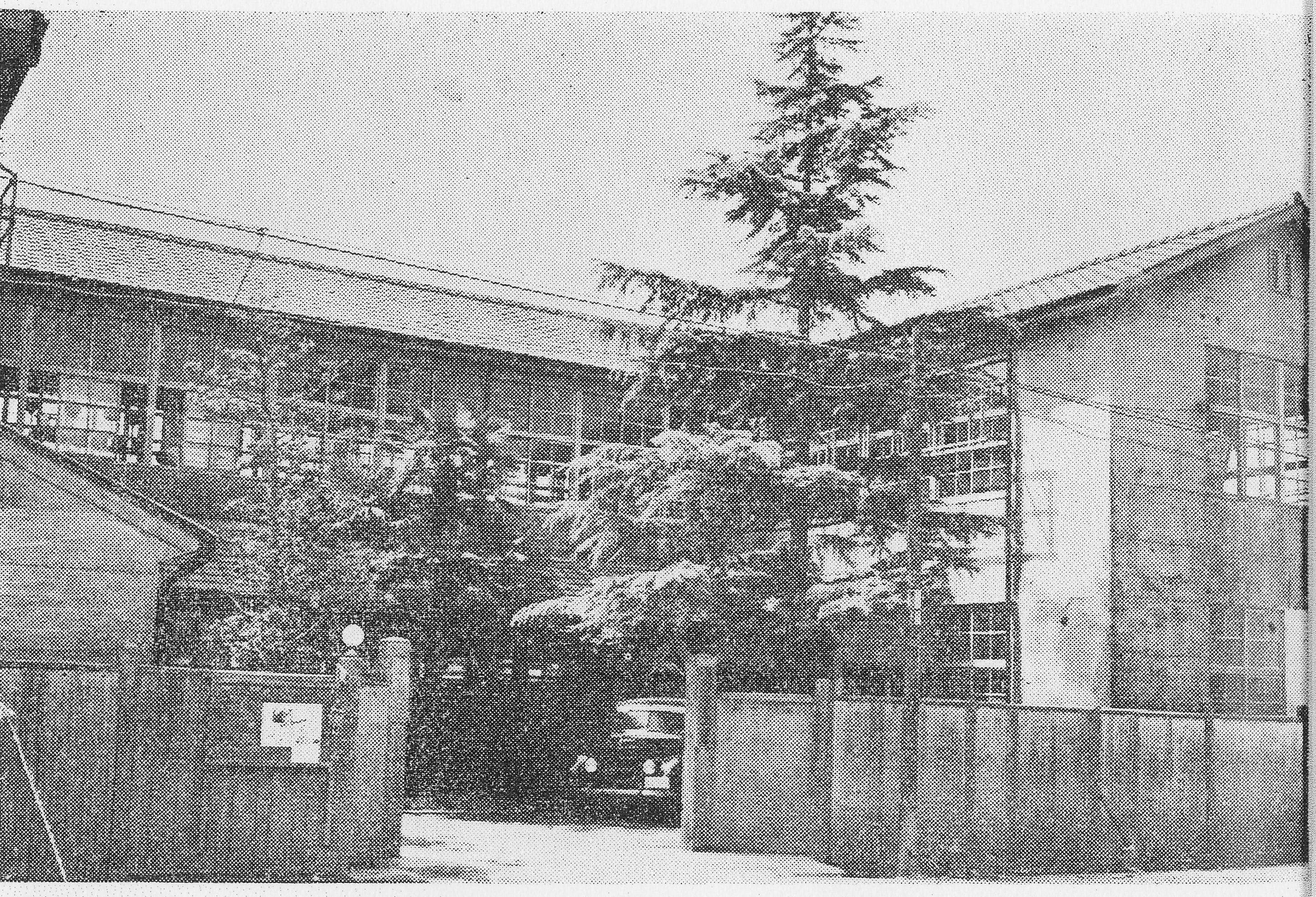
萩野通1丁目に所在した名古屋市警察訓練所（名古屋市警察学校）校舎。旧北区役所庁舎を改装して使用した。

- 1944年（昭和19年）2月11日 - 北区成立に伴い、当町域内に北区役所が設置される（1948年12月1日に黒川本通2丁目16番地に新築移転）[3]。
- 1945年（昭和20年）
  - 1月1日 - 北区光音寺町の一部（字中道間・浪打・油田・葭原・道下・五反田・古墓・鳩岡の各一部）[4]・西志賀町の一部より成立[1]。
  - 6月7日 - 愛知県城北消防署（1948年3月7日北消防署に改称）が北区萩野通2丁目1番地に移転（『北区誌』）[5]。
- 1947年（昭和22年）度 - 町域の農地に萩野通住宅として木造住宅30戸が建設される[6]。
- 1949年（昭和24年）
  - 3月1日 - 1丁目の旧北区庁舎を改装し、名古屋市警察訓練所設置[7]。
  - 7月1日 - 名古屋市警察訓練所を名古屋市警察学校と改称[7]。
- 1955年（昭和30年） - 名古屋市警察廃止に伴い、名古屋市警察学校廃止[7]。
- 1960年（昭和35年）2月1日 - 名古屋市電清水口延長線が黒川本通四丁目から城北学校前停留所まで延伸される[8]。
- 1967年（昭和42年）2月1日 - 名古屋市電清水口延長線黒川-城北学校前間廃止[8]。
- 1978年（昭和53年） - 一部が鳩岡2丁目に編入される[1]。
- 1988年（昭和63年）12月21日 - 名古屋高速道路萩野出入口設置。
- 1994年（平成6年）11月16日 - 名古屋高速道路萩野出入口廃止。

## 世帯数と人口
2019年（平成31年）1月1日現在の世帯数と人口は以下の通りである。
| 町丁   | 世帯数  | 人口  |
| ------ | ------- | ----- |
| 萩野通 | 264世帯 | 460人 |

### 人口の変遷
国勢調査による人口および世帯数の推移。
| 1995年（平成7年）  | 279世帯 635人 |  |
| 2000年（平成12年） | 280世帯 586人 |  |
| 2005年（平成17年） | 271世帯 556人 |  |
| 2010年（平成22年） | 267世帯 516人 |  |
| 2015年（平成27年） | 272世帯 480人 |  |

## 学区
市立小・中学校に通う場合、学校等は以下の通りとなる。また、公立高等学校に通う場合の学区は以下の通りとなる。なお、小・中学校は学校選択制度を導入しておらず、番毎で各学校に指定されている。
| 丁目        | 小学校                                                           | 中学校                                    | 高等学校 |
| ----------- | ---------------------------------------------------------------- | ----------------------------------------- | -------- |
| 萩野通1丁目 | 名古屋市立城北小学校 名古屋市立東志賀小学校 名古屋市立光城小学校 | 名古屋市立北陵中学校 名古屋市立志賀中学校 | 尾張学区 |
| 萩野通2丁目 | 名古屋市立光城小学校                                             | 名古屋市立志賀中学校                      | 尾張学区 |

## 交通

### 鉄道
現在は当地には鉄道はないが、かつては名古屋市電の路線があった。
- 名古屋市電清水口延長線 城北小学校電停 - 志賀住宅前電停

### バス
- 名古屋市営バス（名古屋市交通局）
  - 城北小学校停留所[WEB 12]
    - 3番のりば（城北小学校南） - 幹栄1系統（栄・黒川・西部医療センター行）・黒川11系統（黒川行）・黒川12系統（博物館行）
    - 5番のりば - 幹栄1系統（如意住宅・水分橋行）・黒川11系統（如意車庫前・北部市場行）・黒川12系統（中切町行）・北巡回（福徳町経由左回り黒川行)

  - 北図書館（北文化小劇場）停留所[WEB 13]
    - かつては、志賀住宅前停留所と称していた。
    - アのりば - 幹栄1系統（如意住宅・水分橋行）・黒川11系統（如意車庫前・ 北部市場行）・黒川12系統（中切町行）
    - イのりば - 幹栄1系統（栄・黒川・西部医療センター行）・黒川11系統（黒川行）・黒川12系統（博物館行）

- 城北小学校停留所3番のりば
- 北図書館停留所3番のりば

### 道路
- 国道41号（空港線）
  - 国道41号上空を名古屋高速道路1号楠線が通過する。現在出入口は存在しないが、かつては萩野出入口が暫定的に設置されていた。

## 施設

### 萩野通1丁目
- 愛知県警察第一交通機動隊
- 名古屋市営萩野荘
- ジー・フード本社
- ベスパインターナショナル本社
- 玉屋庄兵衛工房
- 橋本整形外科クリニック
- 城北歯科

- 愛知県警察第一交通機動隊（2013年9月）
- ジー・フード本社（2013年10月）

### 萩野通2丁目
- 名古屋市消防局北消防署
- あいち銀行城北支店
- 山田産婦人科
- 銭湯・萩の湯

- 名古屋市消防局北消防署（2013年9月）
- あいち銀行（旧：中京銀行）城北支店（2019年3月）
- 萩の湯（2019年11月）

## その他

### 日本郵便
- 郵便番号 : 462-0026[WEB 2]（集配局：名古屋北郵便局[WEB 14]）。

### WEB
1. 1 2  “町・丁目(大字)別、年齢(10歳階級)別公簿人口(全市・区別)”.   名古屋市 (2019年1月23日). 2019年1月23日閲覧。
2. 1 2  “郵便番号”.  日本郵便. 2019年1月6日閲覧。
3. ↑  “市外局番の一覧”.   総務省. 2019年1月6日閲覧。
4. ↑  “北区の町名一覧”.   名古屋市 (2015年10月21日). 2019年1月12日閲覧。
5. ↑  総務省統計局 (2014年3月28日). “平成7年国勢調査の調査結果(e-Stat) - 男女別人口及び世帯数 －町丁・字等” (CSV). 2021年7月20日閲覧。
6. ↑  総務省統計局 (2014年5月30日). “平成12年国勢調査の調査結果(e-Stat) - 男女別人口及び世帯数 －町丁・字等” (CSV). 2021年7月20日閲覧。
7. ↑  総務省統計局 (2014年6月27日). “平成17年国勢調査の調査結果(e-Stat) - 男女別人口及び世帯数 －町丁・字等” (CSV). 2021年7月21日閲覧。
8. ↑  総務省統計局 (2012年1月20日). “平成22年国勢調査の調査結果(e-Stat) - 男女別人口及び世帯数 －町丁・字等” (CSV). 2021年7月21日閲覧。
9. ↑  総務省統計局 (2017年1月27日). “平成27年国勢調査の調査結果(e-Stat) - 男女別人口及び世帯数 －町丁・字等” (CSV). 2021年7月21日閲覧。
10. ↑  “市立小・中学校の通学区域一覧”.   名古屋市 (2018年11月10日). 2019年1月14日閲覧。
11. ↑  “平成29年度以降の愛知県公立高等学校（全日制課程）入学者選抜における通学区域並びに群及びグループ分け案について”.   愛知県教育委員会 (2015年2月16日). 2019年1月14日閲覧。
12. ↑  名古屋市交通局 なごや地図ナビ 城北小学校2013年9月8日閲覧。
13. ↑  名古屋市交通局 なごや地図ナビ 北図書館2013年9月8日閲覧。
14. ↑  郵便番号簿 平成29年度版 - 日本郵便. 2019年01月06日閲覧 (PDF)

### 書籍
1. 1 2 3  「角川日本地名大辞典」編纂委員会 1989, p. 1058.
2. ↑  『西枇杷島郡誌』13頁。
3. ↑  北区制50周年記念事業実行委員会 1994, p. 478.
4. ↑  名古屋市北区役所市民室 1979.
5. ↑  北区制50周年記念事業実行委員会 1994, p. 480.
6. ↑  北区制50周年記念事業実行委員会 1994, p. 458.
7. 1 2 3  愛知県警察史編集委員会 1975, p. 277.
8. 1 2  今尾恵介（監修） 2008, p. 58.